# قتل (ترانه)
 «قتل» ترانه ای از رپر آمریکایی لاجیک و با همکاری رپ آمریکایی امینم است. این ترانه در تاریخ ۳ مه ۲۰۱۹ توسط Visionary و دف جم رکوردینگز به عنوان سومین تک آهنگ از آلبوم پنجم خود منتشر شد. این آهنگ هر دو هنرمند را به دلیل تحقیر سخنان خود و عدم ارتباط بیش از حد با AutoTune و اشخاص ارواح مورد تمسخر و انتقاد قرار می دهد. «قتل» در جدول آهنگ‌های داغ آراندبی/هیپ-هاپ به شماره دو رسید و لاجیک سومین شماره ۵ برتر خود را در این نمودار به دست آورد. این همچنین دومین رتبه ۱۰ ترانه برتر خود در نمودار ۱۰۰ آهنگ داغ بیلبورد است و در رتبه ۵ به اوج خود رسید. این ترانه همچنین در کشورهایی مانند استرالیا، فنلاند، نیوزلند و انگلیس به رتبه بالایی دست یافت. 

## ترکیب بندی
در این ترانه، لاجیک و امینم جریان و گفتار خود را با سرعت زیاد ارائه می دهند. این دو رپر، رپرهای معاصر را در متن ترانه های خود مسخره می کنند. آنها همچنین رپر های جدید، لبخوانی، استفاده بیش از حد اوتوتیون، و سایه‌نویس ها را انتقاد میکنند. 